# Amina Wadud
Amina Wadud (Bethesda, 25 settembre 1952) è una religiosa statunitense.
Nata Mary Teasley, è un'afroamericana convertitasi all'Islam negli anni settanta. Oggi è una delle figure preminenti del femminismo islamico. 
Docente di studi islamici all'università del Commonwealth della Virginia, ha fatto scalpore nel marzo 2005 quando, richiamandosi alla figura coranica di Umm Waraqah, ha guidato la preghiera del venerdì in una chiesa anglicana di New York di fronte ad un'assemblea mista di fedeli: ad oggi, infatti, è normalmente consentito ad una donna di guidare la preghiera di altre donne, ma non di gruppi di uomini o misti. Il suo esempio è stato seguito, dopo qualche mese, anche da Asra Nomani.